# Antonio Pacenza
Antonio Pacenza est un boxeur argentin né le 18 janvier 1928 à Buenos Aires et mort le 7 février 1999.

## Biographie
Antonio Pacenza participe aux Jeux olympiques d'été de 1952 en combattant dans la catégorie des poids mi-lourds et remporte la médaille d'argent.

## Palmarès

### Jeux olympiques
- Médaille d'argent en -81 kg en 1952 à Helsinki,  Finlande